# Crassocephalum togoense
Crassocephalum togoense là một loài thực vật có hoa trong họ Cúc. Loài này được C.D.Adams mô tả khoa học đầu tiên năm 1954.